# 강성일 (스키 선수)
강성일(1994년 7월 27일~)은 조선민주주의인민공화국의 알파인 스키 선수이다. 2018년 동계 올림픽에 참가했다.